# اس‌ای‌اس اسپیونکاپ (اف۱۴۷)
اس‌ای‌اس اسپیونکاپ (اف۱۴۷) (به انگلیسی: SAS Spioenkop (F147)) یک کشتی بود که طول آن ۱۲۱ متر (۳۹۷ فوت) بود. این کشتی در سال ۲۰۰۳ ساخته شد.